# Luneau
 Luneau  là một xã ở tỉnh Allier thuộc miền trung nước Pháp.